# Валиньяно, Алессандро

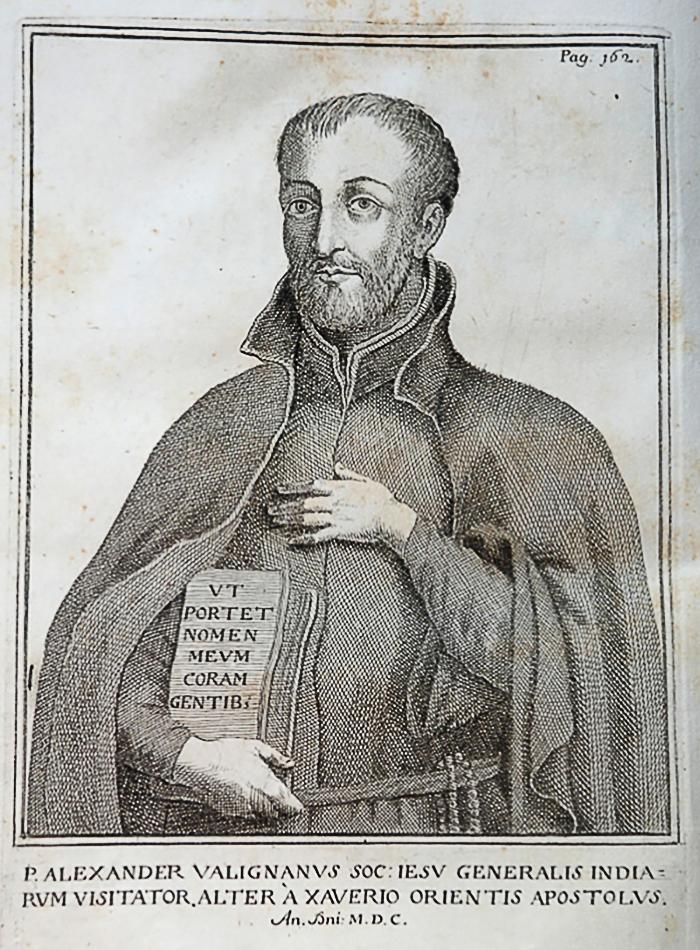
Алессандро Валиньяно, портрет около 1599 года.

Алессандро Валиньяно (итал. Alessandro Valignano, кит. 范礼安, Фань Лиань; 15 февраля 1539, Кьети, Абруцци — 20 января 1606, Макао, Королевство Португалия) — итальянский иезуитский миссионер. Родился в Кьети, на тот момент входившем в Неаполитанское королевство. Проповедовал католицизм на Дальнем Востоке, в особенности в Японии.

## Биография
Валиньяно вступил в Общество Иисуса в 1566 году и был отправлен на Дальний Восток в 1573 году. Отправка неаполитанца проповедовать в Азию, где в то время стремилась доминировать Португалия, было довольно спорным, и его гражданство, а также его адапционизм и экспансионистская политика привели к многочисленным конфликтам с персоналом миссии.
Как руководитель всей иезуитской деятельности в Азии, Валиньяно сыграл роль и в организации иезуитской миссионерской работы в Китае. Именно по его инициативе в Макао в 1579 году был направлен Микеле Руджери, известный своими языковыми способностями; вскоре по просьбе Руджери Валиньяно послал ему в помощь ещё одного итальянца, Маттео Риччи. Именно эти два итальянца смогли впервые в иезуитской практике начать серьезное изучение китайского языка и культуры и основать первую постоянно действующую христианскую миссию в Минской империи.